# Dimorphomutilla lunulata
Dimorphomutilla lunulata (лат.) — вид ос-немок (бархатных муравьёв) рода Dimorphomutilla из подсемейства Sphaeropthalminae. Неотропика.

## Распространение
Южная Америка: Чили.

## Описание
Мелкие пушистые осы-немки. Как и другие представители рода отличаются сетчатой скульптурой проподеума и красной окраской самок. Паразиты в гнёздах жалящих перепончатокрылых насекомых: отмечены на пчёлах Alloscirtetica tristrigata (Spinola, 1851) (указан как Tetralonia tristrigata, Apinae). Личинки ос-немок питаются личинками хозяев и там же окукливаются. Имаго питаются нектаром. Вид был впервые описан в 1851 году итальянским энтомологом Максимилианом Спинолой (1780—1857) как Mutilla lunulata.